# Stichting Europees Jeugdparlement Nederland
De Stichting Europees Jeugdparlement Nederland (Engels: EYP the Netherlands) is de Nederlandse tak van het Europees Jeugdparlement (EJP). De stichting organiseert jaarlijks meerdere debatconferenties om geselecteerde jongeren de kans te geven 'levensvaardigheden op te doen, zich sociaal te engageren en Europa te ontdekken'.

## Geschiedenis
Sinds 1998 is er een Nederlandse tak van EJP. In het begin vaardigde Nederland steeds deelnemers af van een beperkt aantal scholen. In de loop der jaren is het aantal deelnemende scholen gegroeid en ook de huidige organisatie kenmerkt zich door het grote aantal scholen dat zich elk jaar weer aansluit. Een andere belangrijke ontwikkeling in de geschiedenis van de Nederlandse tak is de regionale spreiding. Waar eerst vele evenementen in Amsterdam plaatsvonden, zijn er steeds meer evenementen buiten de hoofdstad en zelfs buiten de randstad. In het twintigjarig bestaan heeft het EJP in Nederland enkele internationale evenementen georganiseerd, waar jongeren uit heel Europa afreisden naar Nederland om te discussiëren over Europese vraagstukken.

## Regionale selectie conferenties
Ieder jaar organiseert het EJP vier tot vijf voorrondes ("Regionale selectie conferenties") in de periode oktober-januari. Dit zijn korte twee-daagse conferenties waar de deelnemers alle programmaonderdelen van een EJP conferentie in een korte tijd meemaken. De commissies schrijven een deel van een resolutie en debatteren hierover op de algemene vergadering op de tweede dag. Deze conferenties hebben ook een jurypanel, wiens taak het is om jongeren te selecteren voor de nationale ronde ("Nationale selectie conferentie") enkele maanden later.
Na deelname aan een Regionale selectie conferentie zijn deelnemers, ongeacht het selectieresultaat, in staat zich aan te melden als deelnemer of vrijwilliger bij evenementen in het netwerk en in Nederland. Zij kunnen echter niet naar de Nationale Selectie Conferentie of gekozen worden door het jurypanel van de Nationale Selectie Conferentie om afgevaardigd te worden naar een internationale conferentie.

## Nationale selectie conferentie
De jaarlijkse Nationale selectie conferenties van het EJP vonden aanvankelijk vaak plaats in Amsterdam. Later werd de conferentie ook andere steden zoals Utrecht gehouden. Rotterdam, Den Haag en Delft. In 2017 was de Nationale selectie conferentie voor het eerst buiten de Randstad, namelijk in Maastricht. Reden was het 25-jarig jubileum van het Verdrag van Maastricht. De 20e nationale ronde plaats werd gehouden in de Oude Zaal van de Tweede Kamer in Den Haag. De deelnemers werden toegesproken door Ockje Tellegen, de eerste ondervoorzitter van de Kamer.
De Nationale selectie conferentie vindt in de periode februari-maart plaats. Het is een vierdaagse conferentie waar alle programma onderdelen van een EJP conferentie langer aan bod komen. Op deze conferentie krijgen de commissies alleen een probleemstelling gepresenteerd en zullen de commissies een complete resolutie moeten opstellen. Ook op deze conferentie is een jurypanel aanwezig, die jongeren selecteert voor internationale conferenties van het EJP dat jaar.

## Benelux Jongerenparlement
In 2018 vond de eerste editie van een Benelux Forum plaats, een samenwerking tuseen EJP Nederland en het Benelux parlement. Tijdens deze conferentie kwamen jongeren van het EJP in Nederland, het EJP in België en het EJP in Luxemburg samen in de Belgische Kamer van volksvertegenwoordigers. De conferentie werd geleid door toenmalig Benelux-parlementsvoorzitter André Postema en twee vrijwilligers van het EJP uit Nederland en Frankrijk. Onderwerpen zoals regionale samenwerking, klimaatdoelstellingen, geweld tegen vrouwen en de circulaire economie passeerden de revue. De gevormde resoluties zijn door het Benelux-parlement zelf op 30 november 2018 besproken. tijdens de plenaire zitting in de Eerste Kamer te Den Haag.

## Internationale Conferenties in Nederland

### 2009 in Rotterdam
Van 5 tot 10 mei 2009 bracht het EJP North Sea International Forum 120 participanten uit twaalf landen samen in Rotterdam. Tijdens de conferentie kregen de deelnemers gelegenheid om in gesprek te gaan met de staatssecretaris voor Europese Zaken, Frans Timmermans (PvdA), burgemeester Ahmed Aboutaleb (PvdA), Europarlementariër Cornelis Visser (CDA) en Europarlementariër Sophie in 't Veld (D66).

### 2012 in Amsterdam
De 71e Internationale sessie van het parlement werd gehouden van 2  tot 11 in november 2012 te Amsterdam. Ze trok 300 deelnemers van 36 verschillende nationaliteiten. Het was voor het eerst dat een sessie van het EJP van deze schaal in Nederland plaatsvond. Een van de gastsprekers was prins Constantijn der Nederlanden. Hij moedigde de deelnemers aan om hun rol als jongeren in Europa op te eisen en zelf vorm te geven.

### 2013 in Den Haag
In november 2013 vond het tweede internationale forum plaats in Den Haag. Het besproken thema in de commissies was 'Young Energy for Europe' ('jonge energie voor Europa') en trok 160 deelnemers uit ruim 20 landen naar de stad.

### 2015 in Amsterdam
In 2015 organiseerde  EJP Nederland haar 3e Internationale forum, na Rotterdam 2009 en Den Haag 2013. Het evenement bracht 200 jongeren uit heel Europa samen onder het thema "Global Issues from a European Perspective". Het evenement omvatte onder andere een gala in het Rijksmuseum. Een van de gastsprekers en begunstigers van het evenement was Frans van Houten, de CEO van Koninklijke Philips.

### 2018 in Rotterdam
In 2018 organiseerde het EJP Nederland de 88e Internationale sessie van het EYP. Deze vond plaats in oktober 2018 met ongeveer 300 deelnemers uit 40 landen. Het was de tweede keer dat het Nationaal Comité van het EJP in Nederland een evenement op deze schaal organiseerde. Een van de gastsprekers was Europees Commissaris Violeta Bulc, zij ging in dialoog met de jongeren over haar portfolio en de toekomst van Europa.

### 2021 in Maastricht
Het EJP Nederland organiseert haar 4e Internationale forum in April 2021 in Maastricht. Het is de eerste maal dat de stichting een internationale conferentie buiten de Randstad organiseert.

## Afvaardigingen naar het buitenland
Het internationale netwerk van het Europees Jeugdparlement organiseert jaarlijks drie Internationale sessies door heel Europa. Het EJP in Nederland stuurt een afvaardiging van Nederlandse scholieren naar elke Internationale sessie en naar andere evenementen die in het buitenland worden georganiseerd. In aanvang werden vaak schooldelegaties gekozen als afvaardiging, later samengestelde en diverse delegaties met leerlingen van verschillende scholen.

## Bestuur
Het bestuur van EJP bestaat ten minste uit twee leden: een voorzitter en een secretaris-penningmeester. Heden heeft het bestuur van de stichting overwegend zes leden.